# Xã Balta, Quận Pierce, Bắc Dakota
Xã Balta (tiếng Anh: Balta Township) là một xã thuộc quận Pierce, tiểu bang Bắc Dakota, Hoa Kỳ. Năm 2010, dân số của xã này là 20 người.